# Curtis Sanford
Curtis Sanford (Owen Sound, 5 ottobre 1979) è un ex hockeista su ghiaccio canadese, di ruolo portiere.
Sebbene abbia giocato perlopiù nelle minors nordamericane, e soprattutto in AHL, ha comunque militato in diverse squadre della NHL: St. Louis Blues (2002-2007), Vancouver Canucks (2007-2009), Montreal Canadiens (2009-2011, sebbene senza mai vestirne la maglia, giocando solo con le squadre satellite) e Columbus Blue Jackets (2011-2012).
Ha chiuso la carriera in KHL vestendo la maglia del Lokomotiv Jaroslavl' dal 2012 al 2015.

## Palmarès

### Individuale
- KHL First All-Star Team: 1

2013-2014
- Harry "Hap" Holmes Memorial Award: 1

2009-2010